# 安藤駿介
安藤 駿介（あんどう しゅんすけ、1990年8月10日 - ）は、東京都世田谷区出身のプロサッカー選手。Jリーグ・川崎フロンターレ所属。ポジションはゴールキーパー（GK）。

## 来歴
小学校の時から地元でサッカーを始めた後、中学生の時に複數のクラブチームからのセレクション受けて川崎フロンターレU-15に入団した。以後、川崎フロンターレU-18を経て2009年にトップチームに昇格し、ユースから昇格のGKとしては鈴木洋平に次ぎ2人目となる。
1年目は出場なしに終わったにもかかわらず、10月11日の第89回天皇杯2回戦で等々力で行われたレノファ山口戦でベンチ入りを果たす。
2010年、広州アジア大会の男子サッカー代表に選出されると、決勝までの7試合のうち6試合に出場し優勝に貢献。以来、ロンドンオリンピック世代代表に選出。　
川島永嗣が退団してからもクラブでは出番がなかったが、2011年5月29日に等々力で行われたJリーグ ディビジョン1 第13節・ガンバ大阪戦で公式戦初出場。この年は相澤貴志・杉山力裕に次ぐ第3GKだったものの、カップ戦も含め公式戦5試合に出場した。
2012年、ロンドンオリンピックサッカー男子代表に選出。しかし、権田修一が大会を通して正GKを務めたため出場機会は得られなかった。日本は3位決定戦でライバル韓国に敗れ、4位となった。
西部洋平の加入もあって出場機会に恵まれなかったため、2013年にはJ1復帰を果たした湘南ベルマーレへ期限付き移籍加入が発表された。序盤は控えだったものの、阿部伸行の負傷を機に中盤戦よりポジションを掴む。しかし、終盤戦はアレックス・サンターナにその座を奪われてしまった。結局10試合の出場に終わり、シーズン終了後に川崎へ復帰した。2014年12月24日に入籍を発表した。
その後、2016年にはロンドン五輪でも対戦経験のある韓国代表のチョン・ソンリョンが加入し、引き続き控えGKとしての立場が続いている。
2021シーズンより背番号を21に変更した。
2025年2月18日のAFCチャンピオンズリーグエリートリーグステージ第8節・セントラルコースト・マリナーズFC戦に出場。2016年5月25日のナビスコカップ・ベガルタ仙台戦以来9年ぶり、日数にして3191日ぶりの公式戦出場を果たした。チームは2-0で勝利しクリーンシートを達成した。試合後のインタビューでは涙も見せたがドライアイによる影響と周囲を笑わせた。

## エピソード
2016年5月25日に行われたナビスコカップ第6節・ベガルタ仙台戦において3年ぶりに出場し、2-1で勝利を収めた。試合終了後、安藤と同じくスタメンとして出場した同クラブのアカデミー出身でもある三好康児と同試合でデビューを果たした板倉滉の3人で記念写真を撮影した。

## 所属クラブ
- 1997年 - 2002年  ヴァロールSCウエスト（世田谷区立祖師谷小学校）
- 2003年 - 2005年  川崎フロンターレU-15（世田谷区立千歳中学校）
- 2006年 - 2008年  川崎フロンターレU-18（国士舘高等学校）
- 2009年 -  川崎フロンターレ
  - 2013年  湘南ベルマーレ（期限付き移籍）

## 個人成績
| 国内大会個人成績 | 国内大会個人成績 | 国内大会個人成績 | 国内大会個人成績 | 国内大会個人成績 | 国内大会個人成績 | 国内大会個人成績 | 国内大会個人成績 | 国内大会個人成績 | 国内大会個人成績 | 国内大会個人成績 | 国内大会個人成績 |
| 年度             | クラブ           | 背番号           | リーグ           | リーグ戦         | リーグ戦         | リーグ杯         | リーグ杯         | オープン杯       | オープン杯       | 期間通算         | 期間通算         |
| 年度             | クラブ           | 背番号           | リーグ           | 出場             | 得点             | 出場             | 得点             | 出場             | 得点             | 出場             | 得点             |
| 日本             | 日本             | 日本             | 日本             | リーグ戦         | リーグ戦         | リーグ杯         | リーグ杯         | 天皇杯           | 天皇杯           | 期間通算         | 期間通算         |
| ---------------- | ---------------- | ---------------- | ---------------- | ---------------- | ---------------- | ---------------- | ---------------- | ---------------- | ---------------- | ---------------- | ---------------- |
| 2009             | 川崎             | 27               | J1               | 0                | 0                | 0                | 0                | 0                | 0                | 0                | 0                |
| 2010             | 川崎             | 27               | J1               | 0                | 0                | 0                | 0                | 0                | 0                | 0                | 0                |
| 2011             | 川崎             | 27               | J1               | 4                | 0                | 1                | 0                | 0                | 0                | 5                | 0                |
| 2012             | 川崎             | 27               | J1               | 1                | 0                | 2                | 0                | 0                | 0                | 3                | 0                |
| 2013             | 湘南             | 21               | J1               | 10               | 0                | 4                | 0                | 1                | 0                | 15               | 0                |
| 2014             | 川崎             | 24               | J1               | 0                | 0                | 0                | 0                | 0                | 0                | 0                | 0                |
| 2015             | 川崎             | 24               | J1               | 0                | 0                | 0                | 0                | 0                | 0                | 0                | 0                |
| 2016             | 川崎             | 24               | J1               | 0                | 0                | 1                | 0                | 0                | 0                | 1                | 0                |
| 2017             | 川崎             | 24               | J1               | 0                | 0                | 0                | 0                | 0                | 0                | 0                | 0                |
| 2018             | 川崎             | 24               | J1               | 0                | 0                | 0                | 0                | 0                | 0                | 0                | 0                |
| 2019             | 川崎             | 24               | J1               | 0                | 0                | 0                | 0                | 0                | 0                | 0                | 0                |
| 2020             | 川崎             | 24               | J1               | 0                | 0                | 0                | 0                | 0                | 0                | 0                | 0                |
| 2021             | 川崎             | 21               | J1               | 0                | 0                | 0                | 0                | 0                | 0                | 0                | 0                |
| 2022             | 川崎             | 21               | J1               | 0                | 0                | 0                | 0                | 0                | 0                | 0                | 0                |
| 2023             | 川崎             | 21               | J1               | 0                | 0                | 0                | 0                | 0                | 0                | 0                | 0                |
| 2024             | 川崎             | 21               | J1               | 0                | 0                | 0                | 0                | 0                | 0                | 0                | 0                |
| 2025             | 川崎             | 21               | J1               |                  |                  |                  |                  |                  |                  |                  |                  |
| 通算             | 日本             | 日本             | J1               | 15               | 0                | 8                | 0                | 1                | 0                | 24               | 0                |
| 総通算           | 総通算           | 総通算           | 総通算           | 15               | 0                | 8                | 0                | 1                | 0                | 24               | 0                |

| 国際大会個人成績 | 国際大会個人成績 | 国際大会個人成績 | 国際大会個人成績 | 国際大会個人成績 |
| 年度             | クラブ           | 背番号           | 出場             | 得点             |
| AFC              | AFC              | AFC              | ACL              | ACL              |
| ---------------- | ---------------- | ---------------- | ---------------- | ---------------- |
| 2009             | 川崎             | 27               | 0                | 0                |
| 2010             | 川崎             | 27               | 0                | 0                |
| 2014             | 川崎             | 24               | 0                | 0                |
| 2017             | 川崎             | 24               | 0                | 0                |
| 2018             | 川崎             | 24               | 0                | 0                |
| 2019             | 川崎             | 24               | 0                | 0                |
| 2021             | 川崎             | 21               | 0                | 0                |
| 2022             | 川崎             | 21               | 0                | 0                |
| 2023-24          | 川崎             | 21               | 0                | 0                |
| 通算             | AFC              | AFC              | 1                | 0                |

- Jリーグ初出場 - 2011年5月29日 J1第13節 vsガンバ大阪（等々力陸上競技場）

## タイトル

### クラブ
川崎フロンターレ
- J1リーグ ：4回（2017年、2018年 、2020年、2021年）
- Jリーグカップ：1回（2019年）
- FUJI XEROX SUPER CUP：2回（2019年、2021年、2024年）
- 天皇杯 JFA 全日本サッカー選手権大会：2回（2020年、2023年）

## 代表歴
- U-21日本代表
  - 2010年 - 広州アジア大会
- U-22日本代表
- U-23日本代表
  - 2012年 - トゥーロン国際大会[8]、ロンドンオリンピック